# ليرو
بلدية ليرو (بالإسبانية: Leiro) هي بلدية تقع في مقاطعة أورينسي التابعة لمنطقة غاليسيا شمال غرب إسبانيا.

## الديموغرافيا
بلغ عدد سكان بلدية ليرو 1.799 نسمة عام 2011 (وفقاً للمعهد الوطني للإحصاء الإسباني).
| 2.100 | 2.053 | 2.005 | 1.931 | 1.860 | 1.793 | 1.799 |